# La Marañosa

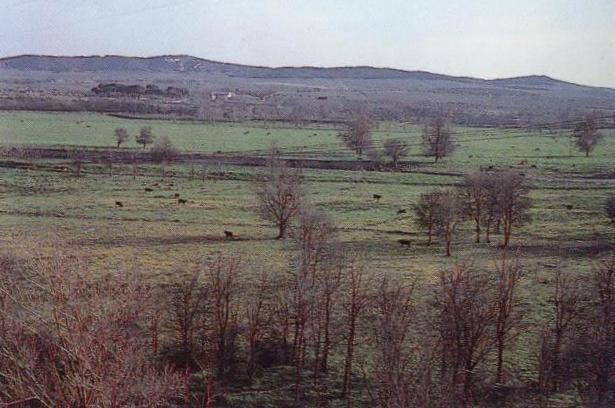
Die Ebene vor den Anhöhen von La Marañosa.

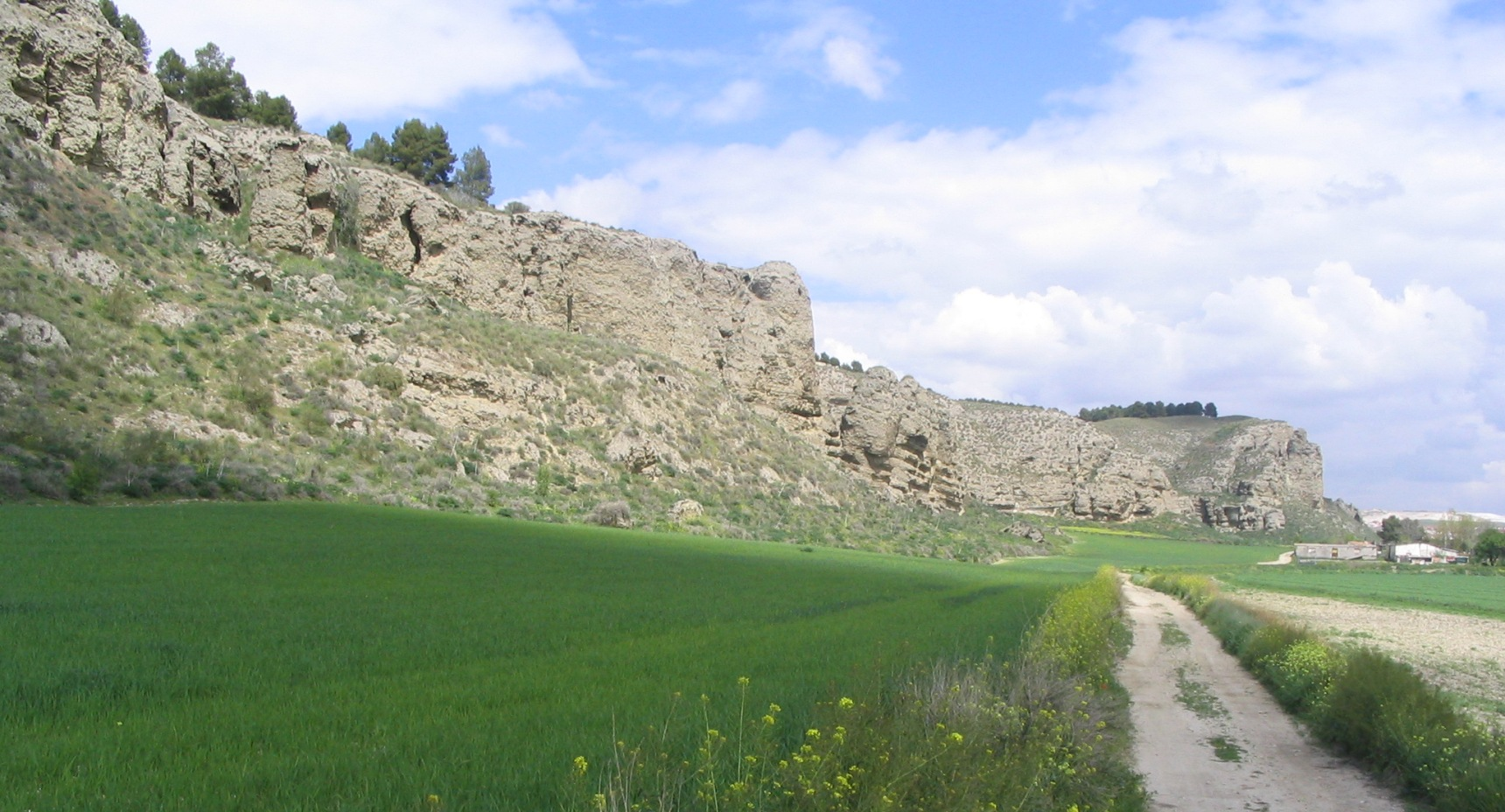
Die Klippen der Anhöhen von La Marañosa.

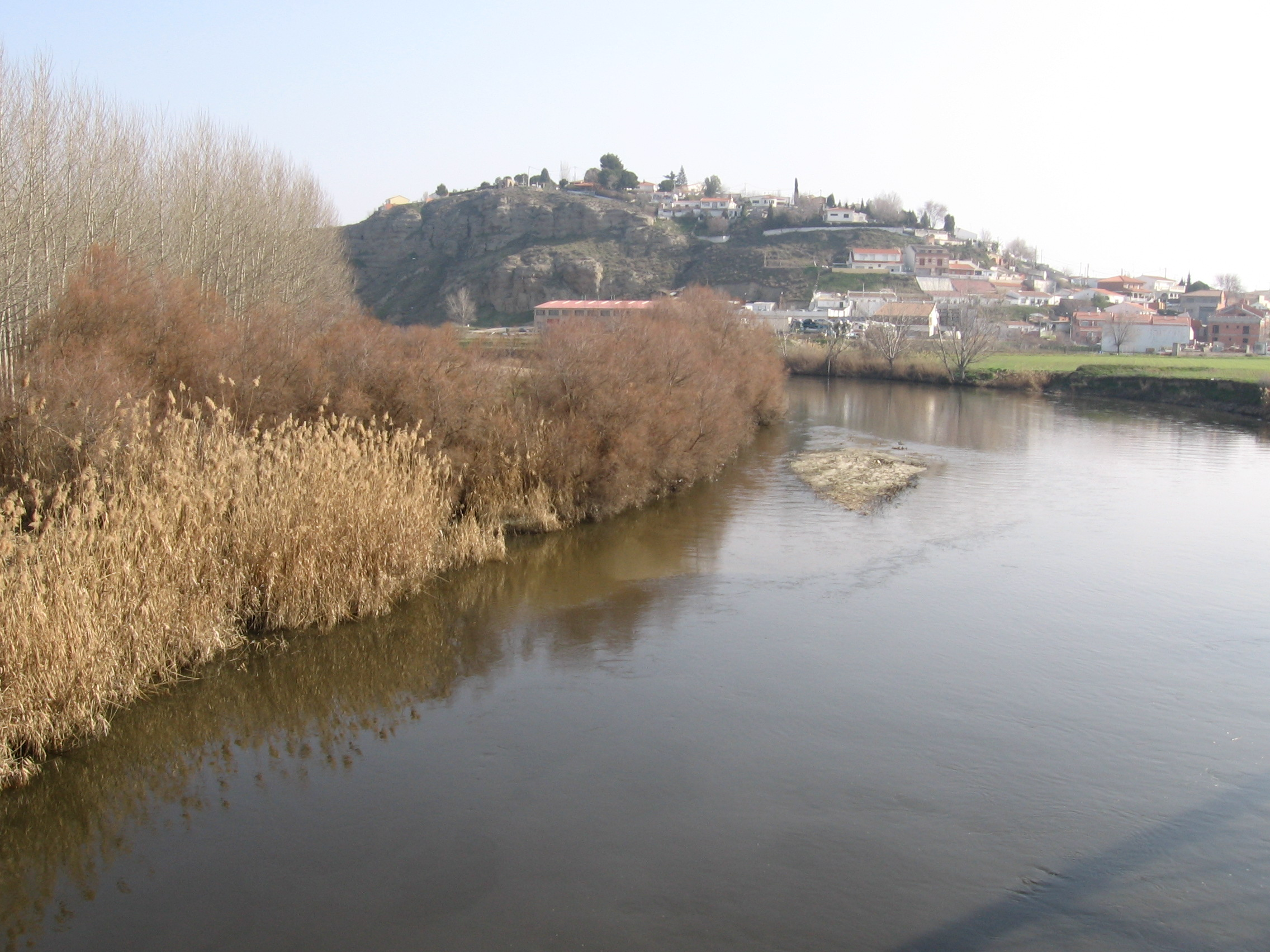
Südlicher Blick auf die Ortschaft Titulcia

La Marañosa ist ein Ortsteil 30 Kilometer südlich von Madrid. Der Ort war am 5. Februar 1937 während des Spanischen Bürgerkrieges Schauplatz der Schlacht am Jarama.
Die nationalistischen Truppen bestanden aus ca. 25.000 Mann Infanterie, darunter auch Truppen der Spanischen Legion. Des Weiteren standen General Emilio Mola zehn Schwadronen der Kavallerie und Truppen der Legion Condor zur Verfügung. Das vorrangige Ziel der Offensive war es, das westliche Ufer des Flusses Jarama und die angrenzenden Anhöhen von La Marañosa einzunehmen. Danach sollten die republikanischen Linien durchbrochen werden und die Städte Vaciamadrid und Arganda del Rey eingenommen werden.
Die Offensive der Nationalisten begann am 5. Februar mit Angriffen auf republikanische Stellungen auf dem westlichen Ufer des Jarama in der Talebene zwischen La Marañosa und Ciempozuelos. Die Nationalisten rückten in mobilen Gruppen vor und überwältigen die überraschten Republikaner total. Die Befehlsgewalt über das Zentrum des Angriffes hatte Carlos Cabanillas. Der Befehlshaber über die linke Flanke im nördlichen Bereich war Ricardo Rada und über die rechte Flanke in südlichen Bereich Francisco Garcia-Escámez. Hiernach überrannte Francisco García-Escámez am 6. Februar die republikanischen Stellungen bei Ciempozuelos im südlichen Kampfgebiet. Bei diesem Angriff verlor die XVIII. Republikanische Brigade an die 1.800 Mann. Hiernach eroberten die Nationalisten unter dem Kommando von Ricardo Rada die Hügel von La Marañosa. Diese Hügel erlaubten es, weite Gebiete mit einer Überquerung des Jarama mit Artillerie- und Maschinengewehrfeuer, sowie die Anhöhe von Pingarrón, zu dominieren. Die zwei auf dem Hügel von La Marañosa stationierten republikanischen Bataillone, das 18. und 48. Republikanische Bataillon, wurden bis zum letzten Mann aufgerieben.
Am 17. März wurde die Irish Brigade nach La Marañosa verlegt. Dort blieb sie einige Monate stationiert. Aufgrund der Androhung der irischen Regierung, den Angehörigen der Brigade die irische Staatsangehörigkeit zu entziehen, wurde die Brigade von einer italienischen Einheit abgelöst.